# Автошлях B33 (Німеччина)
Федеральний автошлях 33 (B33, нім. Bundesstraße 33)  — федеральна дорога Німеччини у землі Баден-Вюртемберг. Вона з’єднує Верхню Рейнську рівнину з регіоном Боденського озера і перетинає Шварцвальд. Це ділянка Європейського шляху 531 між Оффенбургом і трикутником Донауешинген.